# Dusona doonensis
Dusona doonensis là một loài tò vò trong họ Ichneumonidae.